# 丹吉爾-阿西拉省
35°46′00″N 5°48′00″W / 35.7667°N 5.8000°W
丹吉爾-阿西拉省（阿拉伯语：‎）是摩洛哥的省份，位於該國北部，由丹吉爾-得土安-胡塞馬大區負責管轄，首府設於丹吉爾，面積870平方公里，2004年人口762,583，人口密度每平方公里877人。